# Jean Servais Guillaume Nypels
Jean Servais Guillaume Nypels (født 3. juli 1803 i Maastricht, død 3. marts 1886 i Liège) var en belgisk retslærd.
Doctor juris 1828 – De delictis recidivis –, virkede Nypels derefter i praksis, blev 1835 ekstraordinær professor i Liège og 1849 ordentlig professor sammesteds. Sammen med Jacques-Joseph Haus stod Nypels som Belgiens førstemand i den europæiske strafferetslitteratur; begge tog ivrig del i forarbejderne til de ny belgiske straffe- og straffeproceslove, og i bindstærke værker beherskede Nypels som kommentator og fortolker den belgiske strafferetsvidenskab og retsanvendelse.
Foruden at offentliggøre en række akademiske taler, biografier, bibliografiske arbejder og en mængde tidsskriftafhandlinger og andet, bearbejdede Nypels Adolphe Chauveaus og Faustin Hélies La théorie du Code pénal (I–III, 1845–51, oversat på italiensk af Stringari 1852, 2. udgave 1859–63; oversat på italiensk af P.J. Mancinri 1868 ff.) og sammes Traité de l'instruction criminelle et théorie du code d'instruction criminelle (I–III 1863–69; med bistand af Léopold Hanssens og Constant Casier) og skrev blandt andet Code pénal belge (I–III 1867–84; ny udgave ved Jean Servais I–IV, 1896–99), Législation criminelle de la Belgique (I–IV 1867–84) og en række kommentarer til andre love, navnlig af kriminalistisk indhold. 
Nypels flersidige humane dannelse gav sig udslag også udenfor hans loveksegeser, således navnlig i universitetstalen Les ordonances criminelles de Philippe II des 5. et 9. Juillet 1570. (1856).